# سیارک ۵۷۳۰
سیارک ۵۷۳۰ (به انگلیسی: 5730 Yonosuke، نامگذاری:1988TP1) پنج هزار و هفتصد و سیمین سیارک کشف شده‌است که در ۱۳ اکتبر ۱۹۸۸ کشف شد.
قدر مطلق سیارک برابر ۴۶.۷ است.